# Albin Müller

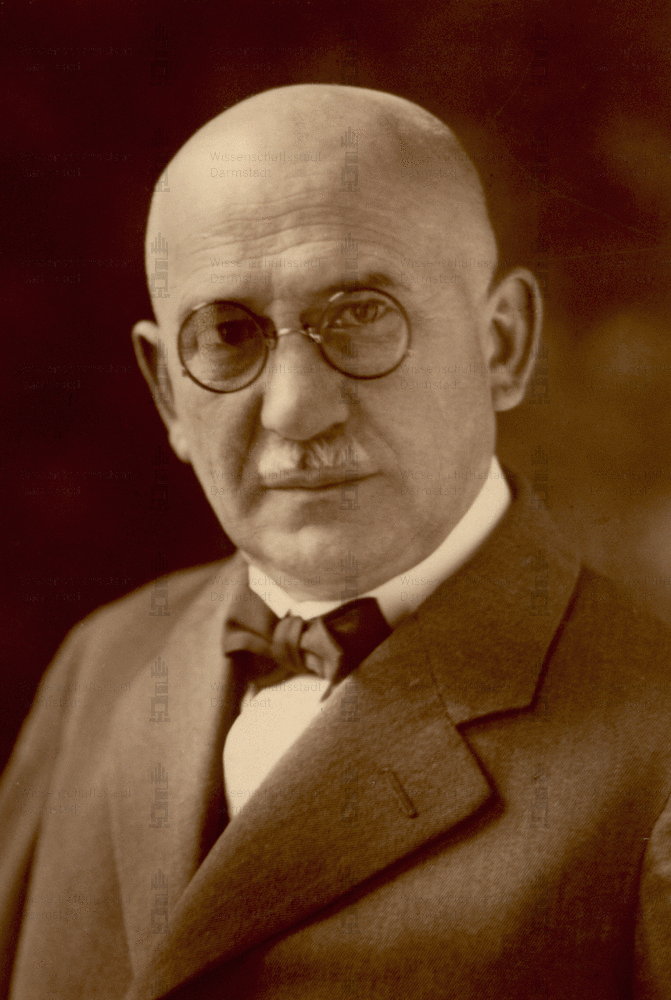
Albin Müller

För den svenske adelsmannen Albin Müller se Albin Grundelstjerna
Albin Camillo Müller, född 13 december 1871 i Erzgebirge, död 2 oktober 1941 i Darmstadt, var en tysk arkitekt.
Müller verkade framför allt i Darmstadt och blev inflytelserik genom utställningar med mera av innerarkitektur. 1927 var han arkitekt för de stora anläggningarna vid den tyska teaterutställningen i Magdeburg. Müller har bland annat utgett Architekur und Raumkunst (1909) samt Neuere Arbeiten (1929).